# Stefano Palatchi
Stefano Palatchi (Barcellona, 26 marzo 1960) è un basso spagnolo.

## Biografia
Ha studiato nella sua città natale, oltre che a Firenze e New York, tra gli altri con Gino Bechi ed Ettore Campogaliani. Ha debuttato nel 1986 nel Gran Teatre del Liceu di Barcellona, teatro nel quale è tornato molte volte in almeno una trentina di opere, consolidando un repertorio che va dal repertorio tradizionale italiano (Rigoletto, Aida, Turandot, Il trovatore, ecc.) all'opera francese (Samson et Dalila, Thaïs).
Per il Metropolitan Opera House di New York debutta nel 1994 come Colline ne La bohème con Angela Gheorghiu seguito nel 1995 dal Re in Aida con Kristján Jóhannsson, Dolora Zajick e Carlo Colombara cantando fino al 1996.
A Bilbao nel 1996 canta in Luisa Miller con Neil Shicoff tornando nel 1997 in Maria Stuarda (opera) diretto da Massimo de Bernart con Giusy Devinu e Pietro Ballo ed in Linda di Chamounix con Edita Gruberová e Matteo Peirone, nel 1999 ne La sonnambula diretto da Alberto Zedda con Sumi Jo e nel 2014 Adriana Lecouvreur (opera) con Ainhoa Arteta.
Fu uno degli artisti che nel 1999 partecipò alla riapertura del teatro barcellonese dopo la chiusura dovuta a un incendio che ne distrusse gran parte della struttura, interpretando il personaggio di Timur in Turandot.
I suoi impegni più recenti lo hanno portato in Italia nel dicembre del 2007 quando nell'Auditorio di Modena ha partecipato alla prima mondiale di Joc de mans, di Alberto García Demestres. 
La traiettoria dell'artista include inoltre altre première mondiali: Cristóbal Colón, di Leonardo Balada, con Montserrat Caballé e José Carreras a Barcellona nel 1989, e Gaudi di Joan Guinjoan.

## Discografia
Palatchi ha inciso con numerose case discografiche, tra le quali Decca, RTVE Música, Columna Música, Nightingale Classics, Koch Discover, Astrée Auvidis, Auvidis Valois e Opus Arte. Vincitore di un premio Grammy Latino grazie all'incisione di La Dolores, di Bretón, è stato anche nominato ai prestigiosi Grammy Awards con il disco El Gato con Botas, di Montsalvatge.

## Repertorio
| Ruolo                   | Titolo               | Autore         |
| ----------------------- | -------------------- | -------------- |
| Rocco                   | Fidelio              | Beethoven      |
| Oroveso                 | Norma                | Bellini        |
| Conte Rodolfo           | La sonnambula        | Bellini        |
| Anular                  | Joc de mans          | Demestres      |
| Baldassarre             | La favorita          | Donizetti      |
| Il Prefetto             | Linda di Chamounix   | Donizetti      |
| Raimondo                | Lucia di Lammermoor  | Donizetti      |
| Talbot                  | Maria Stuarda        | Donizetti      |
| Méphistophélès          | Faust                | Gounod         |
| Frěre Laurent           | Roméo et Juliette    | Gounod         |
| Il podestà              | Una cosa rara        | Martín y Soler |
| Don Diěgue              | Le Cid               | Massenet       |
| Palémon                 | Thaïs                | Massenet       |
| Le Bailli               | Werther              | Massenet       |
| El ogro                 | El gato con botas    | Montsalvatge   |
| Sarastro                | Die Zauberflöte      | Mozart         |
| Il Commendatore         | Don Giovanni         | Mozart         |
| Timor                   | Turandot             | Puccini        |
| Colline                 | La bohème            | Puccini        |
| Vieill Hébreu           | Samson et Dalila     | Saint-Saëns    |
| Perot                   | El giravolt de maig  | Toldrá         |
| Ramfis, il Re           | Aida                 | Verdi          |
| Filippo II, inquisitore | Don Carlos           | Verdi          |
| Padre Guardiano         | La forza del destino | Verdi          |
| Silva                   | Ernani               | Verdi          |
| Walter, Wurm            | Luisa Miller         | Verdi          |
| Banquo                  | Macbeth              | Verdi          |
| Sparafucile             | Rigoletto            | Verdi          |
| Jacopo Fiesco           | Simon Boccanegra     | Verdi          |
| Jorg                    | Stiffelio            | Verdi          |
| Ferrando                | Il trovatore         | Verdi          |